# Eliganoor, Gangawati
Eliganoor là một làng thuộc tehsil Gangawati, huyện Koppal, bang Karnataka, Ấn Độ.